# Parasemidalis triton
Parasemidalis triton är en insektsart som beskrevs av Meinander 1976. Parasemidalis triton ingår i släktet Parasemidalis och familjen vaxsländor. Inga underarter finns listade i Catalogue of Life.